# William Fuller
William Fuller, född 3 juli 1905, död 16 oktober 1967, var en friidrottare från Kanada. Han deltog vid olympiska sommarspelen 1924.